# Lokveni
Lokveni (en macédonien Локвени) est un village du centre de la Macédoine du Nord, situé dans la municipalité de Dolneni. Le village comptait 178 habitants en 2002.

## Démographie
Lors du recensement de 2002, le village comptait :
- Bosniaques : 143
- Macédoniens : 28
- Roms : 6
- Autres : 1